# Phlox hoodii
Phlox hoodii är en blågullsväxtart. Phlox hoodii ingår i släktet floxar, och familjen blågullsväxter.

## Underarter
Arten delas in i följande underarter:
- P. h. canescens
- P. h. glabrata
- P. h. hoodii
- P. h. lanata
- P. h. muscoides
- P. h. viscidula
- P. h. madsenii

## Bildgalleri

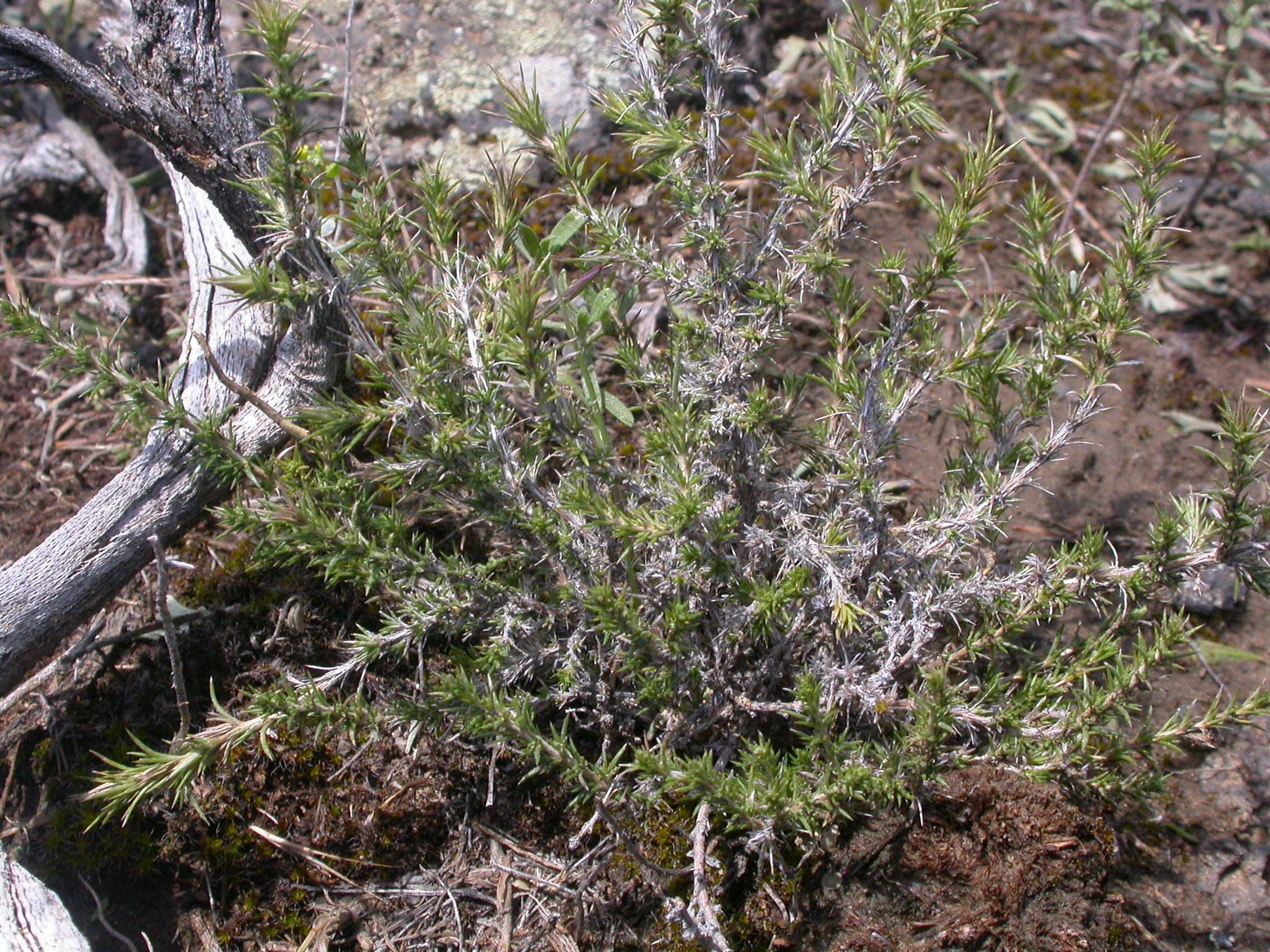
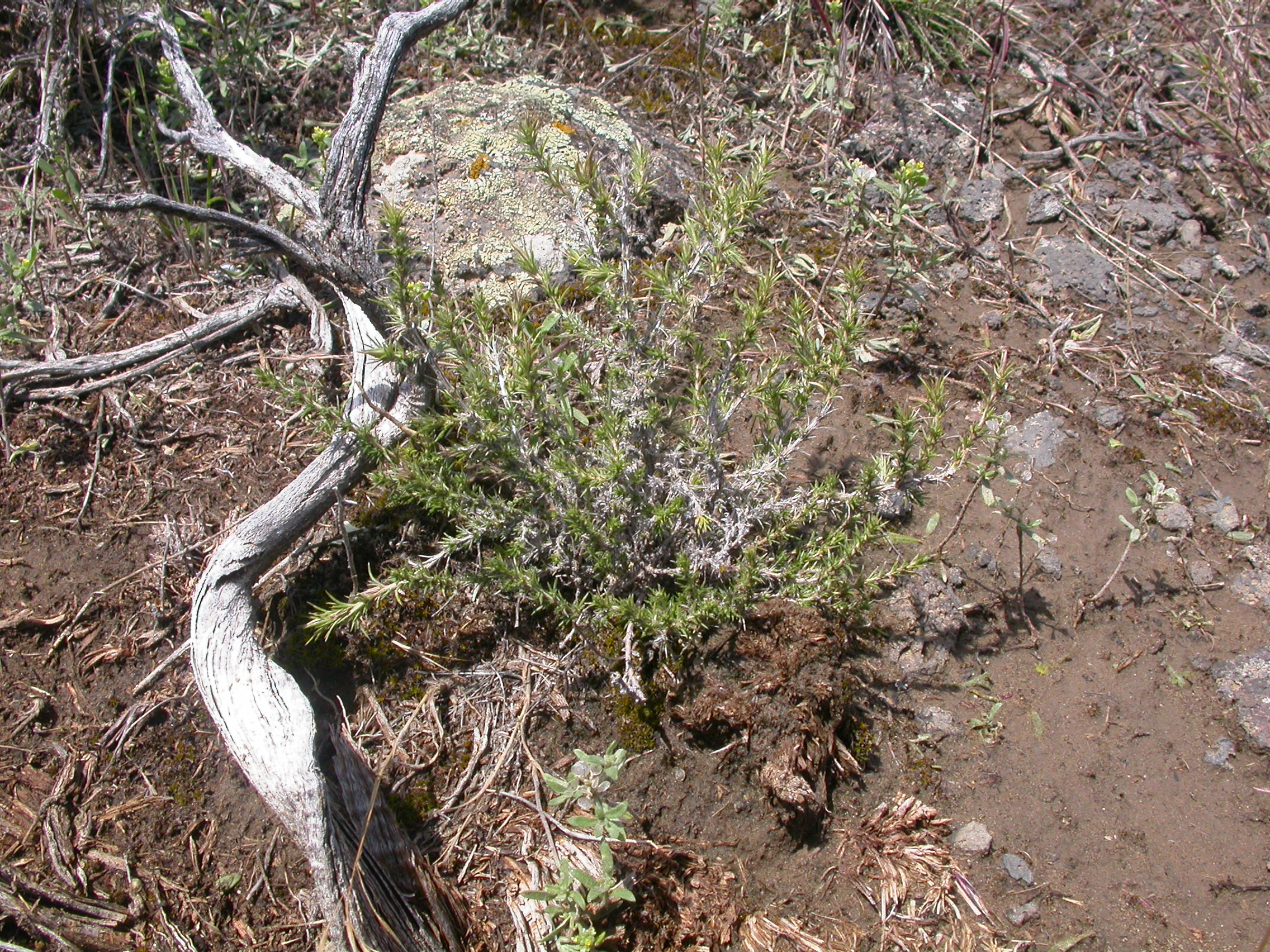
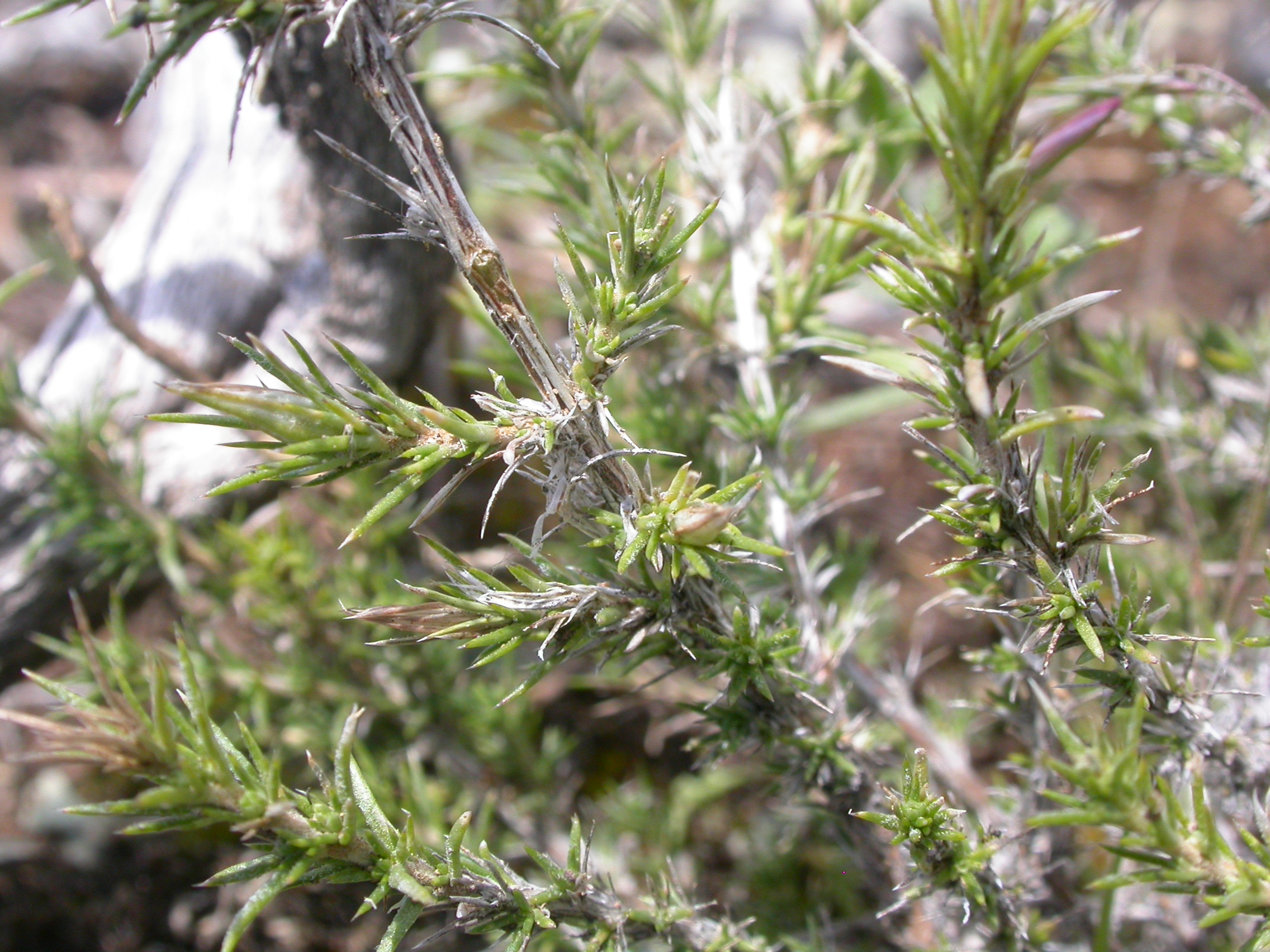
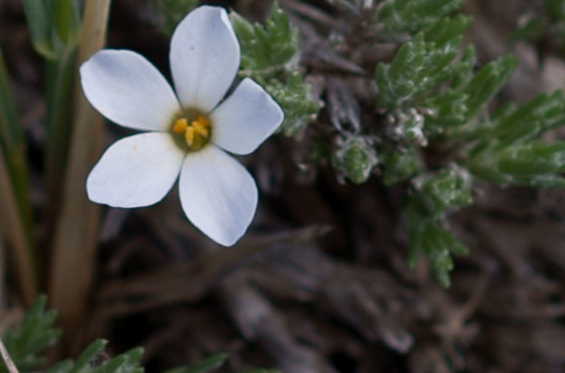
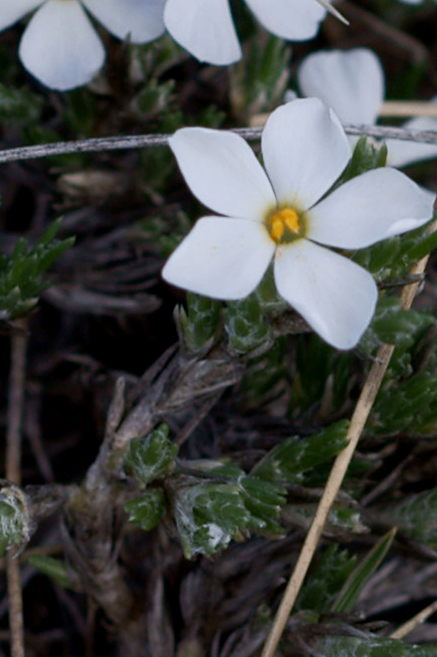
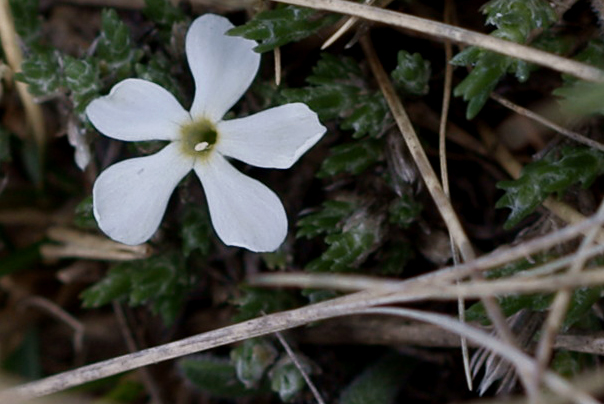